# Belling–Lee-kontakt

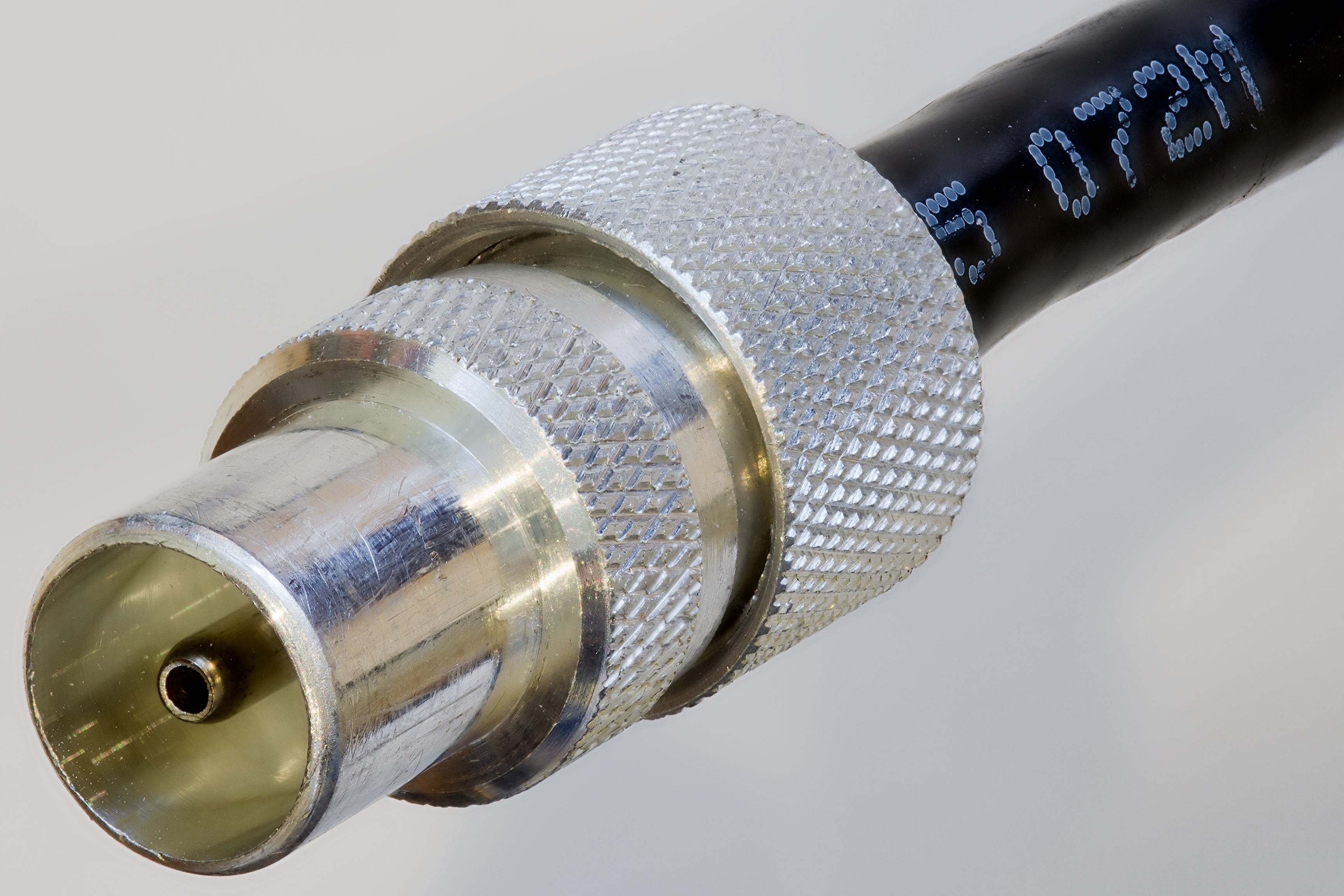
Belling–Lee-kontak, hane

Belling–Lee-kontakt eller IEC 169-2-kontakt är en koaxial RF-kontakt som oftast används för marksänd television, kabel-TV och rundradio med reverserad hane/hona, vanligtvis används kabel med 75 Ω karakteristisk impedans. Den uppfanns inom företaget Belling & Lee Ltd i Enfield, Storbritannien, runt 1922, tiden för de första BBC-sändningarna. Ursprungligen endast avsedd för mellanhög frekvens vid utsändningar, där korrekt impedansmatchning av antennkontakten inte är av betydelse.
Belling-Lee kontakten har låg kostnad och är vanlig på europeiska TV-apparater men har egentligen 50 Ω impedans i ett system avsett för 75 Ω och matchar frekvenser i området 0 - 100 MHz. Konsekvensen är att signalen blir försämrad i jämförelse med t.ex. F-kontakten.
Honkontakten (sockeln) är oftast monterad på TV-apparater, medan hankontakten används på kabeln. En del socklar har fler pinnar som ansluter till hål i pluggen (hankontakten).